# Первісне зло
Первісне зло (англ. Primeval) — американський фільм жахів 2007 року режисера Майкла Кетлмана. Заснований на реальній історії велетенського крокодила-людожера Густава з Бурунді.

## Сюжет
Фільм починається з того, як судовий антрополог в африканському буші знаходить масове поховання людей, які загинули, за її словами, від вогнепальних поранень. Жінка і командир загону військ ООН відходять від братської могили, щоб перевірити іншу. Вона починає рити її лопатою, в цей момент з-під землі вилазить величезна істота і тягне її в воду. Солдати відкривають вогонь, проте істота ховається на глибині.
В Нью-Йоркській редакції новин Тім розмовляє телефоном, дивлячись в телевізор, щоб побачити, чи згадується його ім'я в зв'язку з його репортажем, який вийшов в ефір, але ґрунтується на сфальсифікованих даних. Його оператор і друг Стівен говорить, що можливо, їх бос Роджер не бачив репортажу і не знає про те, що сталося. Тім зустрічає Роджера, який ставить умовою продовження контракту поїздку в Африку разом з Авівою. Вона — журналістка, що розповідає про тварин. Авіва зацікавилась історією Густава, величезного крокодила, про якого відомо, що він знищив сотні людей. Тім погоджується летіти, беручи з собою Стівена.
На аеродромі в Бурунді вони зустріли Гаррі, який попереджає їх про небезпеки буша, в тому числі, про воєначальника, який називає себе «Маленький Густав», але не затримує їх від'їзд на човні в дику природу. На човні їх супроводжують озброєні охоронці, які відбили напад на човен з берега. Коли учасники добираються до села, вони знайомляться з Яковом і отримують благословення місцевого шамана. Привітні жителі збирають сталеву клітку, щоб зловити Густава в прилеглому болоті. Перша спроба захоплення Густава не вдається, але Метту вдається «помітити» його радіо-маячком. Стівен, при зйомках мальовничих краєвидів, ловить в кадр Маленького Густава, який вбиває шамана разом з усією родиною.
Юнак Джо-Джо з села, який допомагав зібрати клітку, намагається захопити Густава і використовує себе як приманку, в надії, що якщо він захопить Густава, група запросить його в Америку. Один з охоронців нападає на Авіву, в цей момент з'являється Густав і вбиває його. Це початок довгої низки кривавих подій, в яких крокодил-людожер не виглядає найстрашнішою істотою.

## У ролях
| Актор            | Роль           |
| ---------------- | -------------- |
| Домінік Перселл  | Тім Манфрі     |
| Брук Ленгтон     | Авіва Мастерс  |
| Орландо Джонс    | Стівен Джонсон |
| Юрген Прохнов    | Яків Крейг     |
| Гідеон Емері     | Метью Коллінз  |
| Габріель Малема  | Джо-Джо        |
| Думісані Мбебе   | Малий Густав   |
| Лінда Мпондо     | Золотий Зуб    |
| Ернест Ндлову    | шаман          |
| Танді Нугбані    | дружина шамана |
| Кгмотосо Мотлосі | син шамана     |